# Colonne mobile de secours
Pour les articles homonymes, voir CMS.
Le concept de colonne mobile de secours (CMS) est issu de la doctrine française des secours.

Mais le terme est utilisé différemment selon les pays.

## En France
Une colonne mobile de secours est un détachement de moyens de secours, tant sanitaires que logistiques, ainsi que leurs moyens de commandement et de communication, capable de mener des actions de secours de façon autonome en cas de catastrophe.

## En Belgique
Fortement influencée par la doctrine française des secours, la Belgique reprend également ce terme. C'est aussi devenu la dénomination de plusieurs unités de secours tant à la Croix-Rouge de Belgique qu'à la Protection civile.

### LesColonnes Mobilesde la Croix-Rouge de Belgique
Le terme Colonne mobile de Secours est associé aux unités d'appui et de secours de la Croix-Rouge de Belgique entre 1948 et les années 2000. Elles sont désignées par l'acronyme CMK (Colonne Mobile - Mobiele Kolone, sigle bilingue français/néerlandais) à Bruxelles, MK en région flamande et CM en région francophone.
Ces unités structurelles dédiées à l'appui logistique, aux renforts spécialisés et aux missions spéciales dans le cadre du secours à la personne interviennent par exemple en cas de catastrophe, en appui de dispositifs préventifs d'envergure, participent occasionnellement à l'aide humanitaire internationale, et répondent à toutes demandes de la direction générale de la Croix-Rouge de Belgique (dont elles dépendent directement).
Il en a existé jusque 3 en Belgique, mais aucune d'elles n'existe plus sous cette forme ni appellation.
- La 1ère Colonne mobile (1CMK), basée à Bruxelles (1948-2003). Elle est dénommée Colonne mobile de Secours (CMS) après la scission des ailes francophone et néerlandophone de la Croix-Rouge de Belgique.
- La 2e Mobiele Kolonne (2MK), basée à Anvers, après une sanction nationale a été communautarisée et est devenue la Logistieke Eenheid (Unité Logistique).
- La 3e Colonne mobile (3CM), basée à Mons, a été intégrée à l'unité provinciale du Hainaut qui est devenue ensuite le noyau de la nouvelle unité communautaire d'appui (UCA). Il est à noter que l'UCA n'existe plus depuis mars 2016, elle a été regroupée avec d'autres services à Rhisnes et a fini par être remplacée par le service d'appui opérationnel (SAO) sous la responsabilité du Grand mobilisateur (ancien coordinateur des secours).